# Helena Lehečková
Helena Lehečková (ur. 6 marca 1952 w Pradze) – czeska językoznawczyni, pisarka i tłumacz.
Jest absolwentką Uniwersytetu Karola w Pradze, gdzie studiowała ugrofinistykę, anglistykę oraz bohemistykę. W 1986 r. zaczęła wykładać język czeski na Uniwersytecie w Helsinkach. W 2010 r. została wybrana członkiem zagranicznym Fińskiego Towarzystwa Nauk. 
Jest autorką podręczników języka czeskiego dla użytkowników języka fińskiego. Napisała także wstęp do ugrofinistyki. Zajmuje się również neurolingwistyką i zaburzeniami mowy.

## Wybrana twórczość
- Úvod do ugrofinistiky (1983)
- Čertice Trucajda (2003)
- K čertu! (2007)
- Meluzína Severýna (2013)
- Žárlivý rytíř a tichá nevěsta (2016)